# Erika Seda
Erika Seda (* 26. April 1923 in Wien; † 7. April 2020 ebenda) war eine österreichische Politikerin (SPÖ). Sie war von 1969 und 1971 Mitglied des Bundesrates und von 1971 bis 1980 Abgeordnete zum Nationalrat.
Seda besuchte zwischen 1929 und 1933 die Volksschule und wechselte danach 1933 an ein Realgymnasium, an dem sie 1941 die Matura ablegte. Sie war danach von 1941 bis 1942 im Reichsarbeitsdienst und Kriegshilfsdienst eingesetzt und studierte zwischen 1942 und 1946 Chemie sowie von 1946 bis 1949 Rechtswissenschaften, wobei sie 1949 zur Dr. iur. promovierte. Seda war beruflich als Hausfrau aktiv.
Im politischen Bereich engagierte sich Seda zwischen 1960 und 1963 als Vorstandsmitglied des Dachverbandes der Elternvereine an österreichischen Pflichtschulen, wurde 1965 zur Vorsitzenden des Bezirksfrauenkomitees der SPÖ-Döbling gewählt und war zudem ab 1967 Mitglied des SPÖ-Bundesfrauenkomitees. 1970 stieg sie zur Stellvertretenden Vorsitzenden des Frauenkomitees der SPÖ-Wien auf, des Weiteren wurde sie 1976 Mitglied des SPÖ-Landesparteivorstandes in Wien. Sie vertrat die Wiener SPÖ zudem vom 6. Juni 1969 bis zum 21. Oktober 1971 im Bundesrat und war zwischen dem 4. November 1971 und dem 20. Oktober 1980 Abgeordnete zum Nationalrat.

## Auszeichnungen
- Großes Goldenes Ehrenzeichen für Verdienste um die Republik Österreich